# Јагровац
Јагровац је насељено место на Кордуну, у саставу општине Војнић, Карловачка жупанија, Република Хрватска.

## Историја
Јагровац се од распада Југославије до августа 1995. године налазио у Републици Српској Крајини.

## Становништво
Јагровац је према попису из 2011. године имао 44 становника.

### Број становника по пописима
| Националност   | 2001. | 1991. | 1981. | 1971. | 1961. | 1953. | 1948. | 1931. | 1921. | 1910. | 1900. | 1890. | 1880. | 1869. | 1857. |
| бр. становника | 16    | 118   | 123   | 155   | 173   | 166   | 137   | 210   | 200   | 211   | 212   | 159   | 162   | 175   | 134   |

### Национални састав
| Националност       | 2001.       | 1991.        | 1981.        | 1971.      | 1961.        |
| Срби               | 12 (75,00%) | 113 (95,76%) | 109 (88,61%) | 155 (100%) | 165 (95,37%) |
| Хрвати             | 0           | 0            | 0            | 0          | 7 (4,04%)    |
| Југословени        | 0           | 1 (0,84%)    | 7 (5,69%)    | 0          | 0            |
| остали и непознато | 4 (25,00%)  | 4 (3,38%)    | 7 (5,69%)    | 0          | 1 (0,57%)    |
| Укупно             | 16          | 118          | 123          | 155        | 173          |